# Reeb-Graph
Der Reeb-Graph ist ein topologischer Graph benannt nach dem französischen Mathematiker Georges Reeb (1920–1993). Er hat seinen Ursprung in der Morse-Theorie.

## Definition
Sei {\displaystyle f\colon M\rightarrow \mathbb {R} } eine stetige skalare Funktion über der kompakten Mannigfaltigkeit {\displaystyle M}. Der Reeb-Graph von {\displaystyle M} bezüglich {\displaystyle f} ist der Quotientenraum von {\displaystyle M}, der von der Äquivalenzrelation {\displaystyle x\sim y} induziert wird. Es gilt {\displaystyle x\sim y} genau dann, wenn
- {\displaystyle f(x)=f(y)} und
- {\displaystyle x} und  {\displaystyle y} in derselben Zusammenhangskomponente von {\displaystyle f^{-1}(f(x))} liegen.

Das heißt, Knoten entstehen an Punkten, an denen sich die Topologie von {\displaystyle M} bezüglich {\displaystyle f} ändert. Diese werden auch als kritische Punkte bezeichnet.